# Iztok Osojnik

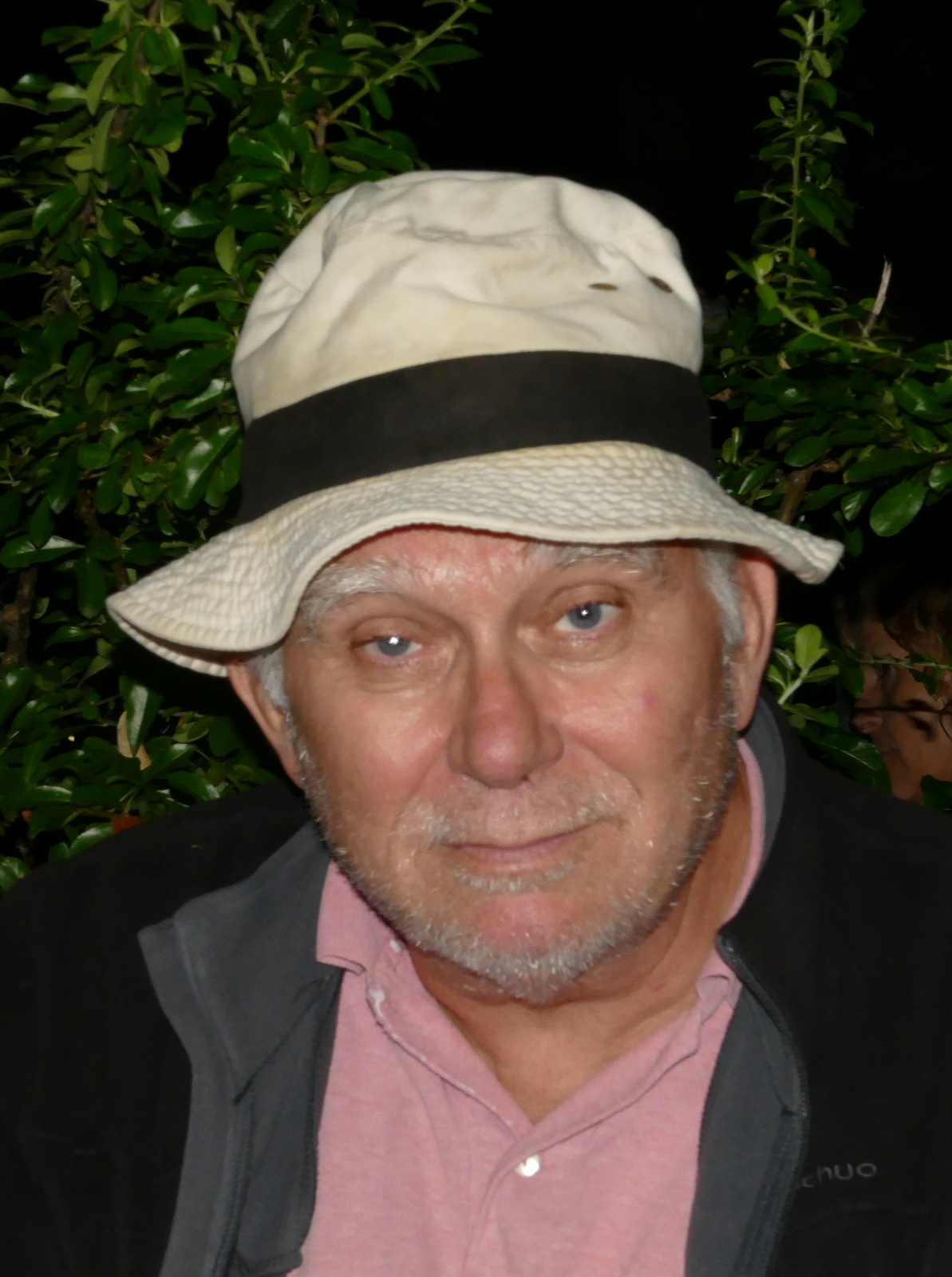
Iztok Osojnik, 2020

Iztok Osojnik (* 27. Juli 1951  in Ljubljana) ist ein slowenischer Schriftsteller.

## Leben
Osojnik hat an der Universität Ljubljana Komparatistik studiert, sein Lehrer war Dušan Pirjevec. Mit dem Dichter Jure Detela brachte er ein Sub-reales Manifest heraus und war Teil der avantgardistischen Gruppe Pisarna Aleph. Zwischen 1980 and 1982 studierte er für einen Masters an der Osaka Gaidai Universität in Osaka, Japan. Er wurde zu verschiedenen Fellowships und Gastdozenturen eingeladen: 2000 war er Fellow am Cambridge Seminar on Contemporary British writers, 2001 Fellow am Goethe-Institut in Berlin, zwischen 2002 und 2003 besuchte er die USA mit dem Fulbright-Programm. Das 1986 gegründete Literaturfestival Vilenica stand zwischen 1999 und 2004 unter seiner Leitung.
Er veröffentlichte verschiedene Sammlungen seiner Gedichte, schrieb bislang vier Romane und erzielte verschiedene Auszeichnungen. Es liegen Übersetzungen in mehreren europäischen Sprachen vor. Osojnik gab Anthologien slowenischer Literatur in englischer Übersetzung heraus.

## Werke
- Iztok Osojnik bei worldcat
- Beitrag in: Berlin, Odysseus und die Nacht, Anthologie der slowenischen Gegenwartspoesie., Ljubljana 2010, ISBN 978-961-92946-0-4
- Taubheit auf der Pontonbrücke in: Literatur und Kritik, Nr. 387/388 Sep. 2004

### Werkauswahl slowenischer Titel
- Temni julij ("Dunkler Juli")
- Nekoč je bila Amerika ("Es war einmal Amerika")
- Iz Novega sveta ("Aus der Neuen Welt")
- Gospod Danes
- Zgodba o Dušanu Pirjevcu in meni ("Die Geschichte von Dušan Pirjevec und mir")
- Spleen Berlina ("Spleen Berlin")